# Fox Pop
Fox Pop es un corto de dibujos animados en color de Warner Bros. Merrie Melodies de 1942 supervisado por Chuck Jones. El corto fue estrenado el 5 de septiembre de 1942.

## Sinopsis
Un hombre se relaja dentro de su cabaña, escuchando su radio; afuera, un zorro rojo está al acecho. Con aparente intención siniestra, el animal se arrastra hasta la puerta y luego entra corriendo a la casa, pero en lugar de atacar al hombre, roba la radio, llevándola a una parte del bosque donde agarra un hacha cercana y comienza a destruir la radio. Dos Cuervos en la rama de un árbol arriba están confundidos y uno pregunta: "¿Qué te está picando?", por lo que el zorro comienza a decirles, a través de flashbacks:
Mientras busca comida en los botes de basura afuera de la misma cabaña, el zorro escucha un anuncio en la radio de Sterling Silver Fox Farm que dice que los zorros están de moda este año entre las damas bien vestidas. Al malinterpretar este mensaje, el zorro cree que podría ser adoptado y convertirse en la mascota mimada de un dueño rico y adorado, y por eso se apresura a ir a la granja.
En la granja, el zorro inserta parte de su cola en una trampa para zorros, pero como la trampa es sólo para zorros plateados, el cazador patea al zorro y lo arroja a un montón de basura cercano. Al descubrir allí una lata de pintura plateada, el zorro se cubre con la pintura y repite la artimaña, esta vez siendo enjaulado con entusiasmo por el trampero.
Dentro de la granja, un zorro plateado real en la jaula de al lado le dice al falso zorro plateado que todos están escapando esa noche. El zorro pintado se ríe y dice que está muy feliz de quedarse, y el zorro plateado dice que está "con nosotros, o..." y se pasa el dedo por la garganta. Nuevamente, el zorro pintado malinterpreta gravemente este mensaje, creyendo que el zorro plateado tiene la intención de matarlo si no lo acepta. Nervioso y buscando una excusa para quedarse, señala que su jaula está cerrada con llave y no hay llave. Como respuesta, el zorro plateado muerde con fuerza la lima de uñas que sostiene en un ángulo que la convierte en una copia perfecta de la llave de la jaula del trampero.

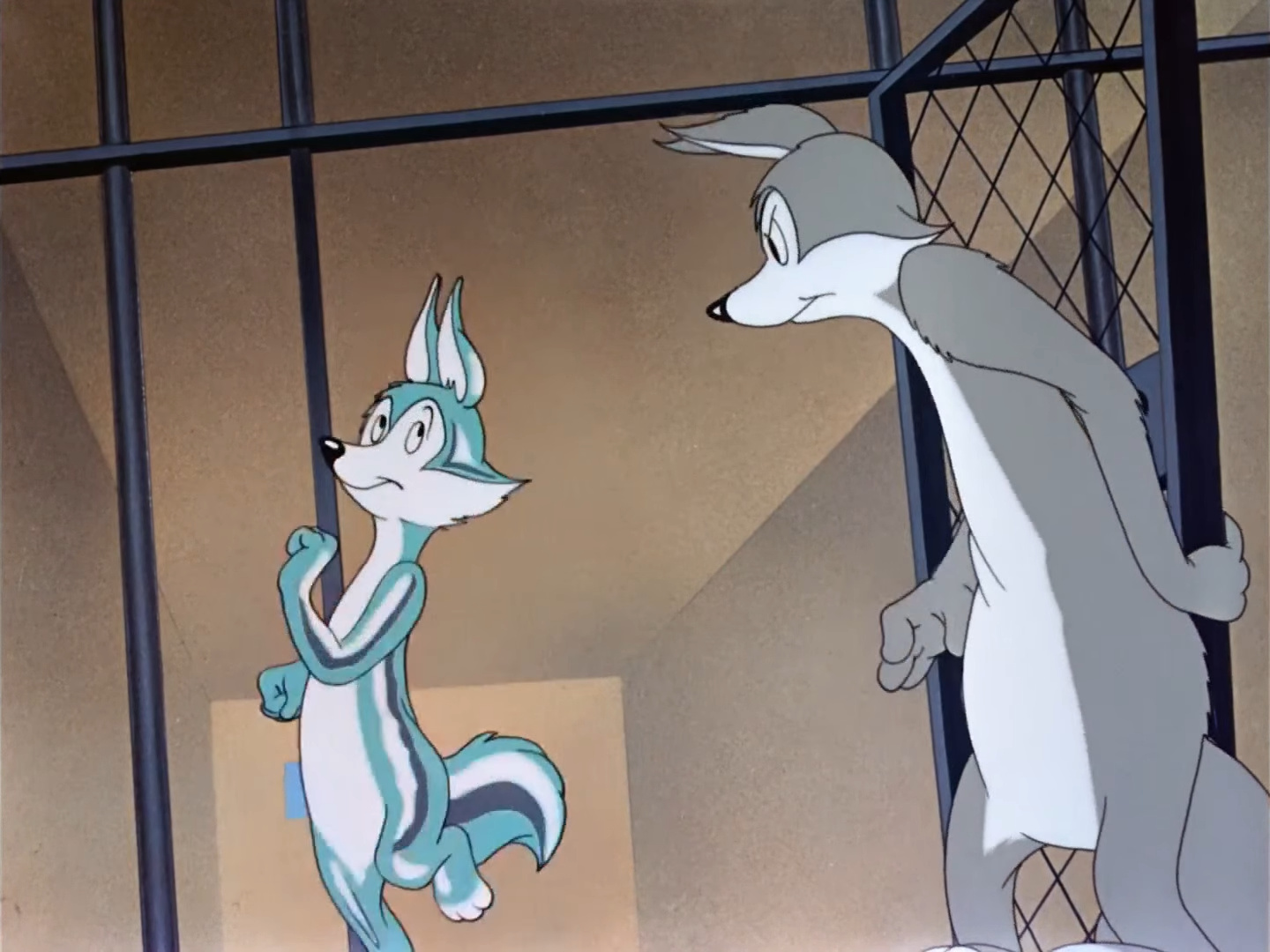
El zorro plateado pintado (izquierda) y su compañero de celda de al lado (derecha) escapan. Animación por Rudy Larriva.

A las nueve, los zorros plateados escapan. El zorro pintado finge alegría por haber sido liberado, pero deliberadamente retrocede, vuelve a entrar en su jaula y vuelve a cerrar la puerta. Ahora solo, nota una etiqueta pegada a su jaula que dice: "Esta piel está reservada para 'Capa de Zorro Plateado para la Sra. Van Dough'". Finalmente comprende que el anuncio de radio no promocionaba zorros domésticos vivos, sino Abrigos hechos con sus pieles. Su pregunta de cómo le quitarán la piel recibe respuesta cuando, al escuchar un chirrido, se da cuenta de que el trampero afila su hacha afuera, dándose cuenta del verdadero significado del gesto de degollar del zorro plateado, y entra en pánico.
Cuando el cazador se acerca a la jaula del zorro, hacha en mano, el zorro agarra la llave de la jaula, la abre y huye al bosque. Enojado, el cazador envía a sus perros de caza tras él. Después de una larga persecución, el zorro salta a un lago y nada hacia el otro lado, donde nota que la pintura plateada ha desaparecido. Creyendo que este es su boleto a un lugar seguro, detiene a los perros y les informa que no es ni nunca fue un zorro plateado y que, por lo tanto, ya no tiene una razón para perseguirlo, pero los perros responden: "Silver Shmilver... mientras ¡como eres un zorro! y proceder a golpearlo.
El flashback termina y el zorro termina su historia con "Y eso es lo que me está mordiendo". ¡Eso es!", y en una sorprendente muestra de apoyo, los cuervos se dejan caer y terminan de destruir la radio.

## Lanzamiento
"Fox Pop" se lanzó el 5 de septiembre de 1942. Posteriormente se reeditó como lanzamiento de Blue Ribbon el 28 de septiembre de 1946. Desde entonces, se puso a disposición del dominio público después de años de negligencia en materia de derechos de autor.